# Грешнова, Любава Станиславовна
Люба́ва Станисла́вовна Грешно́ва (укр. Любава Станіславівна Грєшнова; род. 5 июля 1988, Харьков, Украинская ССР, СССР) — украинская актриса театра и кино, телеведущая.

## Биография
Любава Грешнова родилась 5 июля 1988 года в городе Харькове Украинской ССР. Отец — врач, мать — учитель.
В школьные годы играла в мюзиклах, занималась в театральной студии и в журналистском кружке харьковского Дворца пионеров, была автором и ведущей передачи «Детский кинозал» на местном телевидении.
В кино дебютировала в возрасте пятнадцати лет в художественном фильме режиссёра Александра Велединского «Русское» (2004) в эпизодической роли, благодаря которой влюбилась в кинематограф и решила стать актрисой.
В возрасте шестнадцати лет уехала из Харькова в Киев.
В 2009 году окончила актёрский факультет Киевского национального университета театра, кино и телевидения имени И. К. Карпенко-Карого (курс народной артистки Украины Валентины Зимней), после чего была принята в труппу Киевской академической мастерской театрального искусства «Созвездие», где сыграла роль Митиль в спектакле Алексея Кужельного «Синяя птица» по одноимённой пьесе Мориса Метерлинка.
В 2011 году работала телеведущей на украинском телеканале «СТБ», где в прямом эфире вела первый сезон популярного шоу о похудении «Взвешенные и счастливые» (украинская версия популярного американского телешоу «The Biggest Loser»).
В 2012 году перебралась из Киева в Москву.
Снималась в таких телепроектах как: «Слава» (2014), «Красивая жизнь» (2014), «Верни мою любовь» (2015), «Миндальный привкус любви» (2016). Снялась в российском многосерийном историческом художественном фильме «Екатерина. Взлёт» (2017), являющемся продолжением телесериала «Екатерина» (2014).
В 2022 году, после начала российского военного вторжения России на Украину, Любава вместе с мужем Михаилом Пшеничным и сыном уехала из России.

### Общественная деятельность
- Любава Грешнова состоит во Всеукраинском обществе защиты животных, является активным борцом против убийств бездомных животных[7].
- После 24 февраля 2022 года выступила с критикой и осуждением российского военного вторжения на Украину и занялась волонтёрством[12].

### Семья
Любава Грешнова замужем за актёром Михаилом Пшеничным. Будущие супруги, несмотря на то, что учились в одном университете, познакомились на съёмочной площадке фильма «Невеста моего друга» в 2012 году. В начале 2017 года стало известно о беременности Любавы, пол ребёнка пара долго не разглашала. На последних сроках беременности актриса продолжала вести активный образ жизни.
25 февраля 2017 года Любава Грешнова родила сына. Новорождённый стал первым ребёнком для обоих супругов. Сына назвали в честь отца Михаилом.
Свёкор — Владимир Леонидович Пшеничный, заслуженный артист Украины.

## Фильмография
- 2004 — Русское — Манька
- 2006 — Возвращение Мухтара 3 (серия № 91 «Секс-рабыни») — Вика
- 2007 — Бывшая (Украина) — Оксана
- 2007 — Семь дней до свадьбы (Украина) — Вика
- 2008 — Время грехов (Россия, Украина) — Мария
- 2009 — Дом для двоих (Украина) — Елена
- 2009 — Литейный 3 (серия № 27 «Война») — Нинель Долгих
- 2009 — Чудо (Украина) — продавец в магазине
- 2009 — 2010 — По закону (Украина) — Ирина
- 2010 — Возвращение Мухтара 6 (серия № 55 «Беспокойное наследство») — Лида
- 2010 — Демоны — Марина, невеста
- 2010 — Маршрут милосердия — Зоя Курочкина
- 2010 — Соседи (Украина) — Лада, певица
- 2010 — 2013 — Ефросинья (Россия, Украина) — Любовь, секретарь Мартынова
- 2011 — Костоправ (серия № 2 «Овощной бог») (Россия, Украина) — Катенька, невеста Гордеева
- 2011 — Любовь и немного перца — Алиса, дочь Ларисы
- 2011 — Моя новая жизнь (Украина) — Ася Рыкова, дочь Славы и Николая
- 2011 — Новое платье Королёвой — Марина Лосева, модель
- 2011 — Ящик Пандоры — Эля, натурщица
- 2011 — 2013 — Такси (Украина) — Маша
- 2012 — Джамайка — Вера, секретарь в юридической фирме
- 2012 — Женский доктор (серия № 11 «Травма») (Украина) — Алина Исаева
- 2012 — Мама, я лётчика люблю (Украина) —
- 2012 — Менты. Тайны большого города (фильм № 2 «Бизнес-эскорт») (Украина) — Наташа, студентка
- 2012 — Невеста моего друга (Россия, Украина) — Лидия (главная роль)
- 2012 — Последняя роль Риты (Украина) — Лариса, любовница Антона Рожкова
- 2012 — Страшная красавица (Украина) — Алиса Минаева
- 2012 — Личная жизнь следователя Савельева (Кордон следователя Савельева) — Дуся, невеста Михаила Савельева, сына следователя Николая Савельева
- 2013 — В сети (Украина) —
- 2013 — Даша — Полина
- 2013 — Позднее раскаяние (Украина) — Екатерина, стюардесса, дочь Краснова
- 2013 — Пока живу, люблю — Марина Антипова (главная роль)
- 2013 — Тариф «Счастливая семья» — Валерия
- 2013 — Уйти, чтобы остаться — Ульяна Морозова (главная роль)
- 2013 — Фото на документы (Украина) — Светлана
- 2014 — Белые волки 2 — Ольга Белецкая
- 2014 — Красивая жизнь — Юлия Мишина, валютная проститутка
- 2014 — Папа для Софии — Анастасия Ермолаева, аудитор
- 2014 — Слава — Лада Фетисова, жена хоккеиста Вячеслава Фетисова
- 2014 — Трубач (Украина) — Зинаида Дмитриевна, завуч школы
- 2015 — Верни мою любовь (Россия, Украина) — Алёна Залесская / Даша Ключевская
- 2015 — Пятый этаж без лифта — Анна Прохорова
- 2015 — Переезд — Лариса (главная роль)
- 2015 — Поделись счастьем своим (Украина) — Майя Викторовна, учитель Макара
- 2016 — Ложь во спасение — Лада, специальный агент
- 2016 — Казаки — Екатерина Гранаткина
- 2016 — Миндальный привкус любви — Дарья, сестра Екатерины Иванцовой, жена Стаса, мать Антошки
- 2016 — Раненое сердце — Виктория, учитель
- 2017 — Екатерина. Взлёт — Софья Степановна Разумовская (урождённая Ушакова, по первому мужу — Чарторыжская), фрейлина
- 2017 — Изморозь
- 2018 — Клуб обманутых жён — Оля
- 2018 — Сиделка — Анна
- 2018 — Случайная невеста — Настя
- 2018 — Тень — Кира
- 2019 — Семья на год — Марина
- 2020 — Возвращение — Виктория
- 2020 — Тени прошлого — Даша
- 2021 — С чистого листа — Мария
- 2021 — Треугольник судьбы — Женя
- 2021 — Чужое счастье — Елена
- 2021 — Игры детей старшего возраста — Ада
- 2024 — Две сестры — Вера